# Auribacteria
Classe
Les "Candidatus Auribacteria" forment une classe de bactéries du phylum candidat Auribacterota du règne des Bacteria.

## Historique
Cette classe est proposée en 2022 par T. J. Williams sous le nom de "candidatus Auribacteria" pour contenir les bactéries non cultivables du genre "candidatus Auribacter" identifiées dans les profondeurs d'une mine d'or et dont le métagénome reconstruit constitue le "MAG SURF_26". Cette classe est décrite pour contenir aussi les bactéries non cultivables de l'espèce "candidatus Auribacter" dont le génome a été identifié dans le Lac Ace qui est un Lac méromictique d'origine marine de 25 m de profondeur situé dans les Collines de Vestfold de l'Antarctique de l'Est.

## Taxonomie
Le nom de candidatus Auribacteria" a été publié de manière non valide et ce nouveau nom est considéré comme le nom préféré et non pas le nom correct.

### Étymologie
L'étymologie du nom de la classe Auribacteria vient du nom de genre Auribacter qui veut dire "bactérie venant d'une mine d'or" et est la suivante : N.L. neut. pl. n. Auribacteria, la classe des Auribacterales,.

### Liste des ordres
Selon la base de nomenclature LPSN (09/08/2023), cette classe contient deux ordres candidats:
- "Candidatus Auribacterales" Williams et al. 2022 nom préféré (nom non correct)
- "Candidatus Theseobacterales" Williams et al. 2022 nom préféré (nom non correct)